# Айос-Николаос (Халкидики)
А́йос-Нико́лаос (А́гиос-Нико́лаос; греч. Άγιος Νικόλαος — Святой Николай) — деревня в Греции, расположенная в самом начале халкидского полуострова Ситония, в 2 км к западу от побережья залива Айон-Орос, к северо-востоку от Никити, в 10 километрах от Вурвуру и в 110 километрах от Салоник. Входит в общину Ситония в периферийной единице Халкидики в периферии Центральная Македония. Население 1714 человек по переписи 2011 года.

## История
Окрестности Айос-Николаос были населены ещё с доисторических времён. По свидетельству писания XIII века, следы первых поселений были найдены в окраинах деревни и в местности Пиргос, где в античный период находился древний город Синг, по имени которого согласно Страбону был назван Сингитский залив (ныне Айон-Орос) между полуостровами Сифония (ныне Ситония) и Акта (ныне — Айон-Орос).
Современная деревня образовалась в результате слияния двух поселений: Айос-Николаос и Айос-Еорьос, от которого сохранилась часовня Айос-Еорьос (Святого Георгия). Таким образом наименование деревни дали в честь Святого Николая, а покровителем стал Святой Георгий.
Жители Айос-Николаоса принимали участие в Греческой революции 1821 года.

## Сообщество
Сообщество Айос-Николаос (Κοινότητα Αγίου Νικολάου) создано в 1918 году (ΦΕΚ 152Α). В сообщество входят 15 населённых пунктов и островов. Население 1895 человек по переписи 2011 года. Площадь 90,696 квадратных километров.
| Населённый пункт   | Население (2011), человек |
| ------------------ | ------------------------- |
| Айос-Николаос      | 1714                      |
| Амбелица (остров)  | 0                         |
| Вурвуру            | 100                       |
| Галини             | 0                         |
| Дьяпорос (остров)  | 2                         |
| Зографу            | 0                         |
| Лагониси           | 9                         |
| Ормос-Панайас      | 30                        |
| Перистери (остров) | 0                         |
| Пиргос             | 0                         |
| Салоникью          | 31                        |
| Схинья             | 6                         |
| Фтероти            | 0                         |
| Элеонас            | 3                         |
| Элья (остров)      | 0                         |

## Население
| Год  | Население, человек |
| ---- | ------------------ |
| 1991 | 1900               |
| 2001 | 1883               |
| 2011 | ↘ 1714             |